# Grand Prix Itálie 2013
Grand Prix Itálie 2013 (oficiálně 2013 Formula 1 Gran Premio d'Italia) se jela na okruhu Autodromo Nazionale Monza v Monze v Itálii dne 8. září 2013. Závod byl dvanáctým v pořadí v sezóně 2013 šampionátu Formule 1.

## Kvalifikace
| Poř.                       | No. | Jezdec              | Konstruktér          | Časy v kvalifikaci | Časy v kvalifikaci | Časy v kvalifikaci | Pořadí na startu |
| Poř.                       | No. | Jezdec              | Konstruktér          | Q1                 | Q2                 | Q3                 | Pořadí na startu |
| -------------------------- | --- | ------------------- | -------------------- | ------------------ | ------------------ | ------------------ | ---------------- |
| 1                          | 1   | Sebastian Vettel    | Red Bull-Renault     | 1:24.319           | 1:23.977           | 1:23.755           | 1                |
| 2                          | 2   | Mark Webber         | Red Bull-Renault     | 1:24.923           | 1:24.263           | 1:23.968           | 2                |
| 3                          | 11  | Nico Hülkenberg     | Sauber-Ferrari       | 1:24.776           | 1:24.305           | 1:24.065           | 3                |
| 4                          | 4   | Felipe Massa        | Ferrari              | 1:24.950           | 1:24.479           | 1:24.132           | 4                |
| 5                          | 3   | Fernando Alonso     | Ferrari              | 1:24.661           | 1:24.227           | 1:24.142           | 5                |
| 6                          | 9   | Nico Rosberg        | Mercedes             | 1:24.527           | 1:24.393           | 1:24.192           | 6                |
| 7                          | 19  | Daniel Ricciardo    | Toro Rosso-Ferrari   | 1:24.655           | 1:24.290           | 1:24.209           | 7                |
| 8                          | 6   | Sergio Pérez        | McLaren-Mercedes     | 1:24.635           | 1:24.592           | 1:24.502           | 8                |
| 9                          | 5   | Jenson Button       | McLaren-Mercedes     | 1:24.739           | 1:24.563           | 1:24.515           | 9                |
| 10                         | 18  | Jean-Éric Vergne    | Toro Rosso-Ferrari   | 1:24.630           | 1:24.575           | 1:28.050           | 10               |
| 11                         | 7   | Kimi Räikkönen      | Lotus-Renault        | 1:24.819           | 1:24.610           |                    | 11               |
| 12                         | 10  | Lewis Hamilton      | Mercedes             | 1:24.589           | 1:24.803           |                    | 12               |
| 13                         | 8   | Romain Grosjean     | Lotus-Renault        | 1:24.737           | 1:24.848           |                    | 13               |
| 14                         | 15  | Adrian Sutil        | Force India-Mercedes | 1:25.030           | 1:24.932           |                    | 17               |
| 15                         | 16  | Pastor Maldonado    | Williams-Renault     | 1:24.905           | 1:25.011           |                    | 14               |
| 16                         | 14  | Paul di Resta       | Force India-Mercedes | 1:25.009           | 1:25.077           |                    | 15               |
| 17                         | 12  | Esteban Gutiérrez   | Sauber-Ferrari       | 1:25.226           |                    |                    | 16               |
| 18                         | 17  | Valtteri Bottas     | Williams-Renault     | 1:25.291           |                    |                    | 18               |
| 19                         | 21  | Giedo van der Garde | Caterham-Renault     | 1:26.406           |                    |                    | 19               |
| 20                         | 20  | Charles Pic         | Caterham-Renault     | 1:26.563           |                    |                    | 20               |
| 21                         | 22  | Jules Bianchi       | Marussia-Cosworth    | 1:27.085           |                    |                    | 21               |
| 22                         | 23  | Max Chilton         | Marussia-Cosworth    | 1:27.480           |                    |                    | 22               |
| 107% času vítěze: 1:30.221 |     |                     |                      |                    |                    |                    |                  |
| Zdroj:                     |     |                     |                      |                    |                    |                    |                  |

Poznámky
1. ↑  Adrian Sutil obdržel trest posunu o 3 místa vzad za blokování Lewise Hamiltona.

## Závod
| Poř.   | No. | Jezdec              | Konstruktér          | Počet kol | Čas/Odstoupení | Pořadí na startu | Body |
| ------ | --- | ------------------- | -------------------- | --------- | -------------- | ---------------- | ---- |
| 1      | 1   | Sebastian Vettel    | Red Bull-Renault     | 53        | 1:18:33.352    | 1                | 25   |
| 2      | 3   | Fernando Alonso     | Ferrari              | 53        | +5.467         | 5                | 18   |
| 3      | 2   | Mark Webber         | Red Bull-Renault     | 53        | +6.350         | 2                | 15   |
| 4      | 4   | Felipe Massa        | Ferrari              | 53        | +9.361         | 4                | 12   |
| 5      | 11  | Nico Hülkenberg     | Sauber-Ferrari       | 53        | +10.355        | 3                | 10   |
| 6      | 9   | Nico Rosberg        | Mercedes             | 53        | +10.999        | 6                | 8    |
| 7      | 19  | Daniel Ricciardo    | Toro Rosso-Ferrari   | 53        | +32.329        | 7                | 6    |
| 8      | 8   | Romain Grosjean     | Lotus-Renault        | 53        | +33.130        | 13               | 4    |
| 9      | 10  | Lewis Hamilton      | Mercedes             | 53        | +33.527        | 12               | 2    |
| 10     | 5   | Jenson Button       | McLaren-Mercedes     | 53        | +38.327        | 9                | 1    |
| 11     | 7   | Kimi Räikkönen      | Lotus-Renault        | 53        | +38.695        | 11               |      |
| 12     | 6   | Sergio Pérez        | McLaren-Mercedes     | 53        | +39.765        | 8                |      |
| 13     | 12  | Esteban Gutiérrez   | Sauber-Ferrari       | 53        | +40.880        | 16               |      |
| 14     | 16  | Pastor Maldonado    | Williams-Renault     | 53        | +49.085        | 14               |      |
| 15     | 17  | Valtteri Bottas     | Williams-Renault     | 53        | +56.827        | 18               |      |
| 16     | 15  | Adrian Sutil        | Force India-Mercedes | 52        | Brzdy          | 17               |      |
| 17     | 20  | Charles Pic         | Caterham-Renault     | 52        | +1 kolo        | 20               |      |
| 18     | 21  | Giedo van der Garde | Caterham-Renault     | 52        | +1 kolo        | 19               |      |
| 19     | 22  | Jules Bianchi       | Marussia-Cosworth    | 52        | +1 kolo        | 21               |      |
| 20     | 23  | Max Chilton         | Marussia-Cosworth    | 52        | +1 kolo        | 22               |      |
| Ret    | 18  | Jean-Éric Vergne    | Toro Rosso-Ferrari   | 14        | Zavěšení       | 10               |      |
| Ret    | 14  | Paul di Resta       | Force India–Mercedes | 0         | Kolize         | 15               |      |
| Zdroj: |     |                     |                      |           |                |                  |      |

Poznámky
1. ↑  Adrian Sutil odstoupil ze závodu, ale byl klasifikován, protože odjel více než 90 % délky závodu.

## Průběžné pořadí po závodě
Pohár jezdců
|  | Pořadí | Jezdec           | Body |
|  | ------ | ---------------- | ---- |
|  | 1      | Sebastian Vettel | 222  |
|  | 2      | Fernando Alonso  | 169  |
|  | 3      | Lewis Hamilton   | 141  |
|  | 4      | Kimi Räikkönen   | 134  |
|  | 5      | Mark Webber      | 130  |

Pohár konstruktérů
|   | Pořadí | Konstruktér      | Body |
| - | ------ | ---------------- | ---- |
|   | 1      | Red Bull-Renault | 352  |
| 1 | 2      | Ferrari          | 248  |
| 1 | 3      | Mercedes         | 245  |
|   | 4      | Lotus-Renault    | 191  |
|   | 5      | McLaren-Mercedes | 66   |